# Kosa Kinburnska

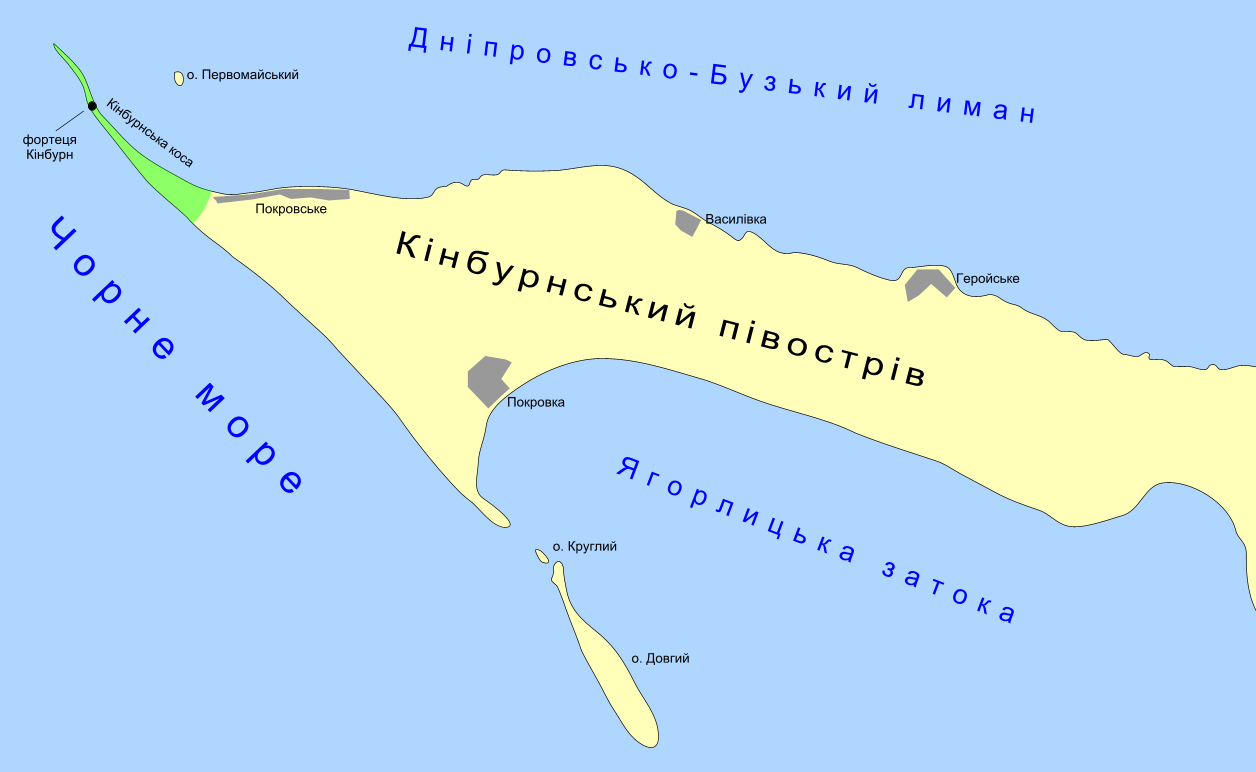
Mapa Półwyspu Kinburnskiego. Kosa Kinburnska na zielono.

Kosa Kinburnska, Mierzeja Kinburnska (ukr. Кінбурнська коса) – kosa w obwodzie mikołajowskim na Ukrainie; zajmuje najbardziej na zachód wysuniętą część Półwyspu Kinburnskiego. Półwysep ten ma ok. 40 km długości i 8–10 km szerokości, a sama kosa liczy sobie poniżej 8 km długości. W tłumaczeniu z języka tatarskiego nazwa Kyl Burun oznacza „ostry nos”.
Podczas rosyjskiej inwazji na Ukrainę w 2022, kosa stała się ukraińskim bastionem w regionie i została zajęta przez siły rosyjskie prawie cztery miesiące po rozpoczęciu wojny – 10 czerwca. Od tego czasu Rosja ufortyfikowała kosę i wykorzystała ją jako miejsce rozmieszczenia środków wojny elektronicznej oraz koordynacji ataków rakietowych i artyleryjskich na pobliskie pozycje ukraińskie. Od czasu wycofania się Rosjan z zachodniego brzegu Dniepru podczas kontrofensywy ukraińskiej w 2022 roku na południu kraju 11 listopada, odzyskane terytorium z góry kosy pozwoliło siłom ukraińskim na częstsze próby lądowania amfibią w celu przeprowadzenia rozpoznania pod kątem jej ewentualnego odzyskania. 8 stycznia ukraińscy urzędnicy potwierdzili, że teren jest nadal okupowany przez siły rosyjskie, ale operacje wojskowe i ostrzał na odbywają się nieustannie przy zachowaniu ciszy operacyjnej.

## Historia przed 2022
Na Kosie Kinburskiej w XVI wieku Turcy zbudowali fortecę Kinburn; po wojnie krymskiej została w 1857 r. zrównana z ziemią.
W okresie istnienia Związku Radzieckiego w latach 1922–1991 półwysep, na którym znajduje się kosa, liczył ponad 1000 mieszkańców w trzech położonych tam wioskach i był znany z uprawy i zbioru truskawek. Zebrane plony były często przewożone do Odessy w celu szerszej dystrybucji na rynkach rolnych. Mniej więcej po upadku Związku Radzieckiego w 1991 roku, populacja we wszystkich trzech wioskach spadła i w 2022 roku wynosiła około 150 osób; większość upraw i zbiorów truskawek została wstrzymana. To doprowadziło do tego, że Kinburn stał się Parkiem Narodowym na Ukrainie, zachowując pozostały ekosystem i dziką przyrodę, w szczególności unikalne pelikany kędzierzawe, które tam żyją. Większość przychodów z kosy pochodziła z kempingów i turystów odwiedzających park narodowy przed inwazją rosyjską w 2022.

## Inwazja rosyjska w 2022
W przeciwieństwie do okolicznych regionów, kosa nie została zajęta przez siły rosyjskie na początku rosyjskiej inwazji na Ukrainę w 2022, ale prawie cztery miesiące później 10 czerwca po napotkaniu tam oporu sił ukraińskich. Rosyjska ofensywa była częściowo wspomagana przez konsekwentne bombardowanie ukraińskich zasobów morskich w Oczakowie w miesiącu poprzedzającym zdobycie miasta, co utrudniało Ukrainie zaopatrywanie stacjonujących tam oddziałów. Zdobycie kosy było jednym z ostatnich zwycięstw wojsk rosyjskich na południowym froncie ukraińskim w wojnie.
W czasie okupacji rosyjskiej wojska wykorzystywały to miejsce do rozmieszczenia środków walki elektronicznej i koordynacji ostrzału prawego brzegu Dniepru i południowej Ukrainy. Kosa była również wykorzystywana jako miejsce startu ataków rakietowych i artyleryjskich na kontrolowane przez Ukraińców pozycje w Oczakowie, południowym obwodzie mikołajowskim i na wybrzeżu Morza Czarnego. Znajdował się tu co najmniej jeden skład amunicji do przechowywania używanego sprzętu i potencjalnie centrum kontroli i szkolenia obsługi dronów bojowych. Uważano też, że kosa jest dobrze ufortyfikowana przez Rosję betonowymi bunkrami.

### Ukraińskie próby odbicia

#### Przed wycofaniem się Rosjan z Chersonia
Już w kwietniu, kiedy mierzeja była jeszcze pod kontrolą Ukrainy, agenci wywiadu Wielkiej Brytanii doradzali siłom ukraińskim na ziemi, aby „przeprowadziły rozpoznanie plaży” i zlokalizowały „dobre miejsca do lądowania” na mierzei w przypadku przyszłego kontrataku. Nie jest jasne, czy jakikolwiek rekonesans został przeprowadzony pod kontrolą Ukrainy, przy czym pierwszy odnotowany rekonesans miał miejsce pod okupacją rosyjską we wrześniu przez siły specjalne Ukrainy w łodziach hybrydowych. 14 września próbowano przeprowadzić pierwszy ukraiński desant amfibijny, który ostatecznie nie zakończył się sukcesem. Następnego dnia po próbie lądowania zastępca szefa Chersońskiej Administracji Wojskowo-Cywilnej twierdził, że w ataku zginęło ponad 120 ukraińskich żołnierzy. Ukraina nigdy nie potwierdziła tego lądowania, co doprowadziło do rozbieżnych relacji z różnych źródeł opisujących atak. Ukraińskie ataki na mierzeję były jednak kontynuowane, a 19 września przeprowadzono udane uderzenie na rosyjskie zgrupowanie sprzętu, oraz na skład amunicji 26 września, które mogło być centrum kontroli i szkolenia obsługi dronów bojowych. Niepotwierdzony raport o ataku twierdził, że uderzenia zabiły cztery tuziny rosyjskich żołnierzy i dwa tuziny irańskich trenerów instruujących Rosjan, jak używać dronów.
W październiku widziano, jak ostatni duży okręt ukraińskiej marynarki wojennej Jurij Ołefirenko ostrzeliwał rakietami siły rosyjskie na mierzei lub w jej pobliżu, a 25 października zniszczono kolejny skład amunicji.

#### Po wycofaniu się Rosjan z Chersonia
Po wycofaniu się Rosjan z zachodniego brzegu Dniepru podczas 2022 ukraińskiej południowej kontrofensywy w dniu 11 listopada, wszystkie pozostałe okupowane przez Rosjan terytoria w obwodzie mikołajowskim z wyjątkiem Kosy Kinburskiej zostały odzyskane przez siły ukraińskie. Oznaczało to, że choć Ukraina znów miała dostęp do ujścia Dniepru, żegluga na Morze Czarne nadal nie była możliwa. Z korzyścią dla sił ukraińskich, rosyjski odwrót otworzył teren w pobliżu kosy dla ukraińskiego natarcia, co sprawiło, że Kinburn „znalazł się w zasięgu zmasowanej artylerii”. W najbliższej odległości kosa znajduje się tylko 4 km od Oczakowa przez cieśninę między nimi. Następnego dnia, 12 listopada, ukraińskie Dowództwo Operacyjne Południe oficjalnie ogłosiło zamiar odzyskania tego terytorium.
W nocy 13 listopada ukraińskie grupy desantowe podjęły próbę odbicia kosy z rąk sił rosyjskich, ale po krótkiej walce zakończyła się ona niepowodzeniem, przy czym do 21 listopada pojawiały się doniesienia o kolejnych ukraińskich atakach i rosyjskich umocnieniach w tym rejonie.
Ukraińskie działania wojskowe były kontynuowane pomimo rosyjskich umocnień i komplikacji pogodowych, ale Ukraina oficjalnie nie odzyskała żadnego obszaru. Ukraińscy i rosyjscy urzędnicy przyznali, że na mierzei wciąż trwają operacje wojskowe, a w grudniu i styczniu ukraińskie działania zwiadowcze nadal były prowadzone.

### Wpływ na środowisko naturalne
Rosyjska inwazja na Ukrainę w 2022 r. miała nie tylko destrukcyjny wpływ na mieszkańców zamieszkujących półwysep, ale także na unikalne rośliny i dzikie zwierzęta, takie jak gatunki chabrów Сentaurea breviceps i Сentaurea Paczoskii. Według dyrektora ds. badań i polityki w brytyjskim Conflict and Environment Observatory Douga Weira, bomby i pochodzące z nich zanieczyszczenia zabiły okoliczne delfiny i spowodowały zagrożenie przesiąknięciem do piasku i gleby chemikaliów oraz na zajęcie terenu przez inwazyjne gatunki.

## Fauna i flora
Kosa kinburnska jest unikalnym, chronionym kompleksem przyrodniczym przyczyniającym się do rozwoju na naddnieprzańskich obszarach piaszczystych obszaru wegetacyjnego będącego połączeniem bujnej roślinności zielnej z lasem sosnowym i dębowym.

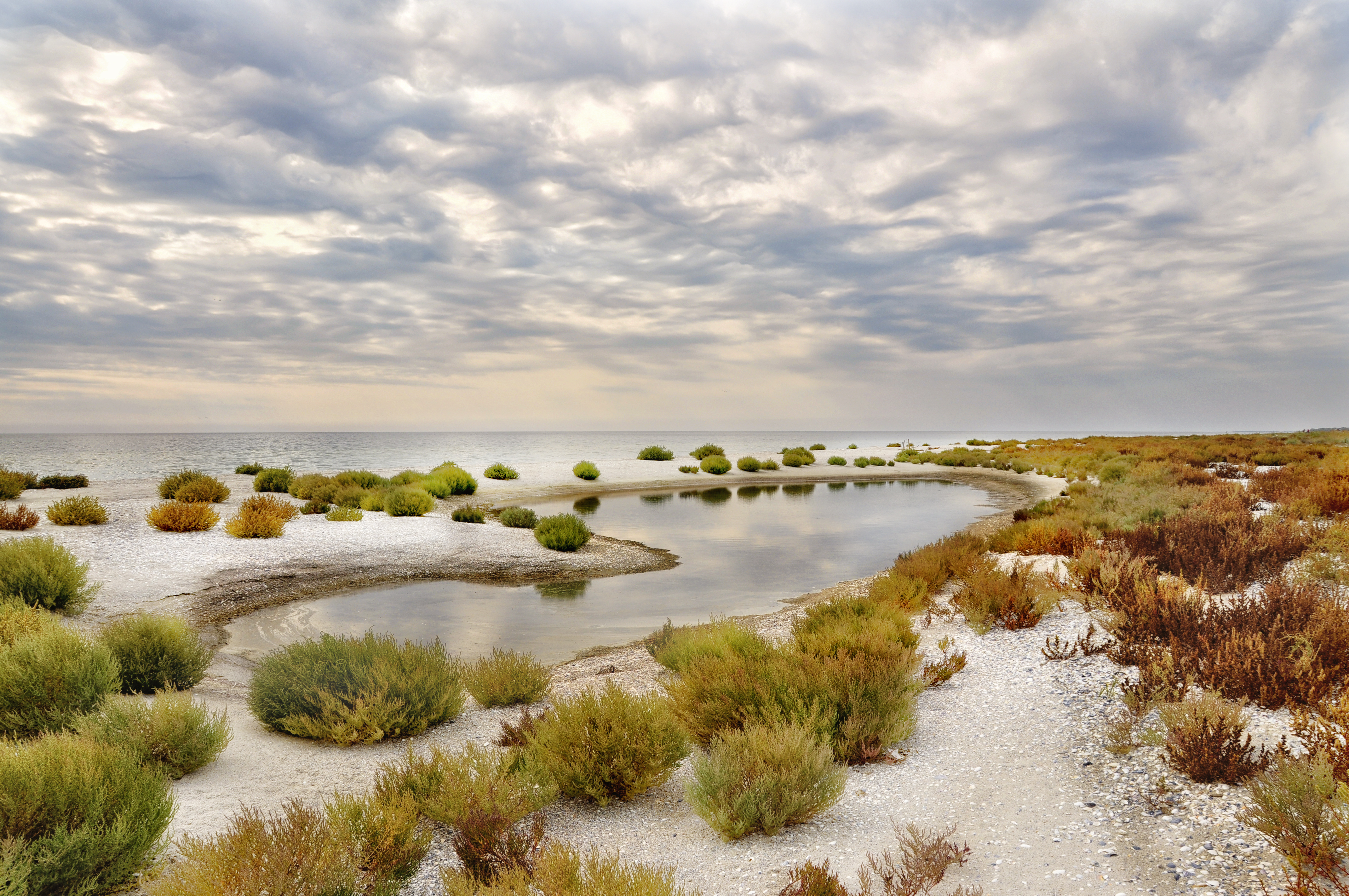
Kosa Kinburnska, jesień